# Перегорода
Перегорода (рос. Перегорода) — присілок Бокситогорського району Ленінградської області Росії. Входить до складу Забор'євського сільського поселення.
Населення — 3 особи (2012 рік). 